# Nudur fractivittarum
Nudur fractivittarum är en fjärilsart som beskrevs av Dyar 1914. Nudur fractivittarum ingår i släktet Nudur och familjen björnspinnare. Inga underarter finns listade i Catalogue of Life.